# Gaudeamus igitur
Gaudeamus igitur (łac. „Radujmy się więc”) – studencka pieśń hymniczna, śpiewana obecnie w czasie uroczystości akademickich, pierwotnie prawdopodobnie podczas nieoficjalnych spotkań studenckich. 
Powstała w XIII lub XIV stuleciu, w środowisku uniwersytetu w Heidelbergu lub Sorbony. Sebastian Brant wspomina hymn z 1267 roku o nazwie Gaudeamus igitur. Według swego gatunku Gaudeamus to pieśń pohulankowa wagantów, wśród których byli również studenci. W ciągu wieków pieśń przekazywano ustnie, toteż istnieje wiele jej wersji. Jedna z wersji tekstu łacińskiego została zapisana w 1781 roku przez wędrownego poetę niemieckiego Christiana Wilhelma Kindlebena. Melodia pochodzi z 1717 roku i oparta jest na pieśni Johanna Christiana Güntera Brüder, lasst uns lustig sein („Bracia, weselmy się”).
Motyw Gaudeamus igitur słychać na końcu Uroczystej Uwertury Akademickiej (Akademische Festouvertüre c-moll, op. 80) Johannesa Brahmsa, który w ten sposób chciał okazać wdzięczność Senatowi Uniwersytetu Wrocławskiego (wówczas w Królestwie Prus), z rąk którego w 1879 roku kompozytor otrzymał doktorat honoris causa.
Pieśń jest też oficjalnym hymnem Międzynarodowej Federacji Sportu Unwersyteckiego (FISU).

## Tekst
Gaudeamus igitur,
Iuvenes dum sumus,
Gaudeamus igitur,
Iuvenes dum sumus,
Post jucundam juventutem,
Post molestam senectutem,
Nos habebit humus,
Nos habebit humus.
Vivat Academia,
Vivant Professores,
Vivat Academia,
Vivant Professores,
Vivat membrum quodlibet,
Vivant membra quaelibet,
Semper sint in flore,
Semper sint in flore!